# Gottfried Keller-Stiftung

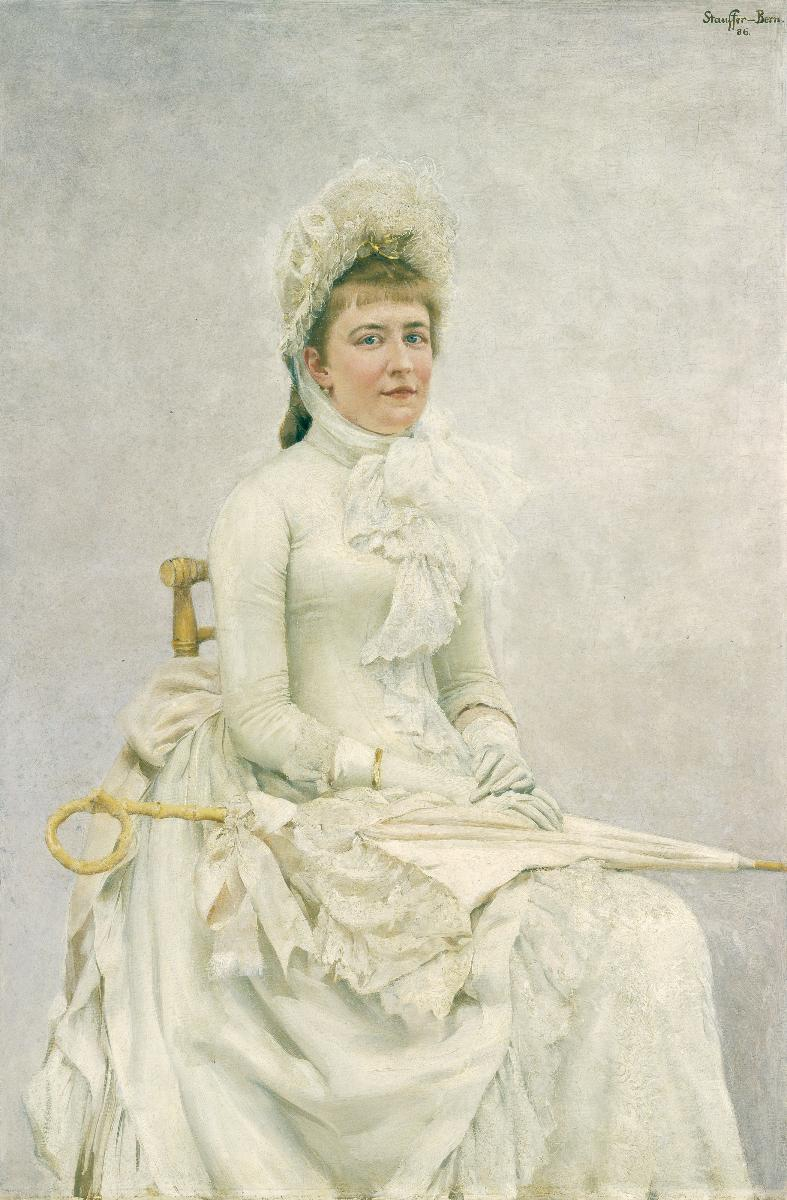
Karl Stauffer-Bern:
Bildnis Lydia Welti-Escher, 1886,
Depositum der Gottfried Keller-Stiftung im Kunsthaus Zürich, Inventarnummer GKS890

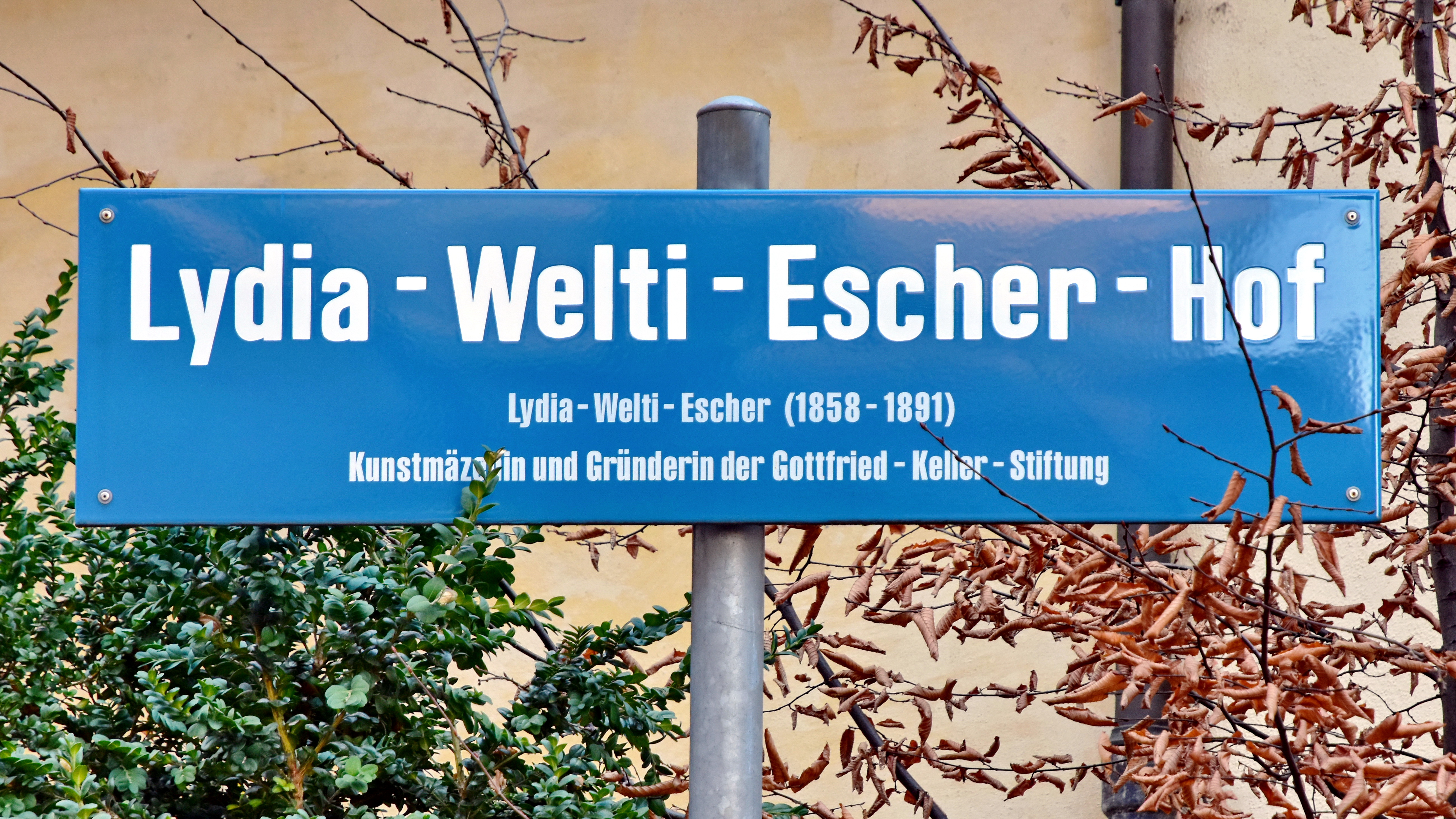
Namenstafel Lydia-Welti-Escher-Hof, Gründerin der Gottfried Keller-Stiftung, Platz beim Kunsthaus Zürich

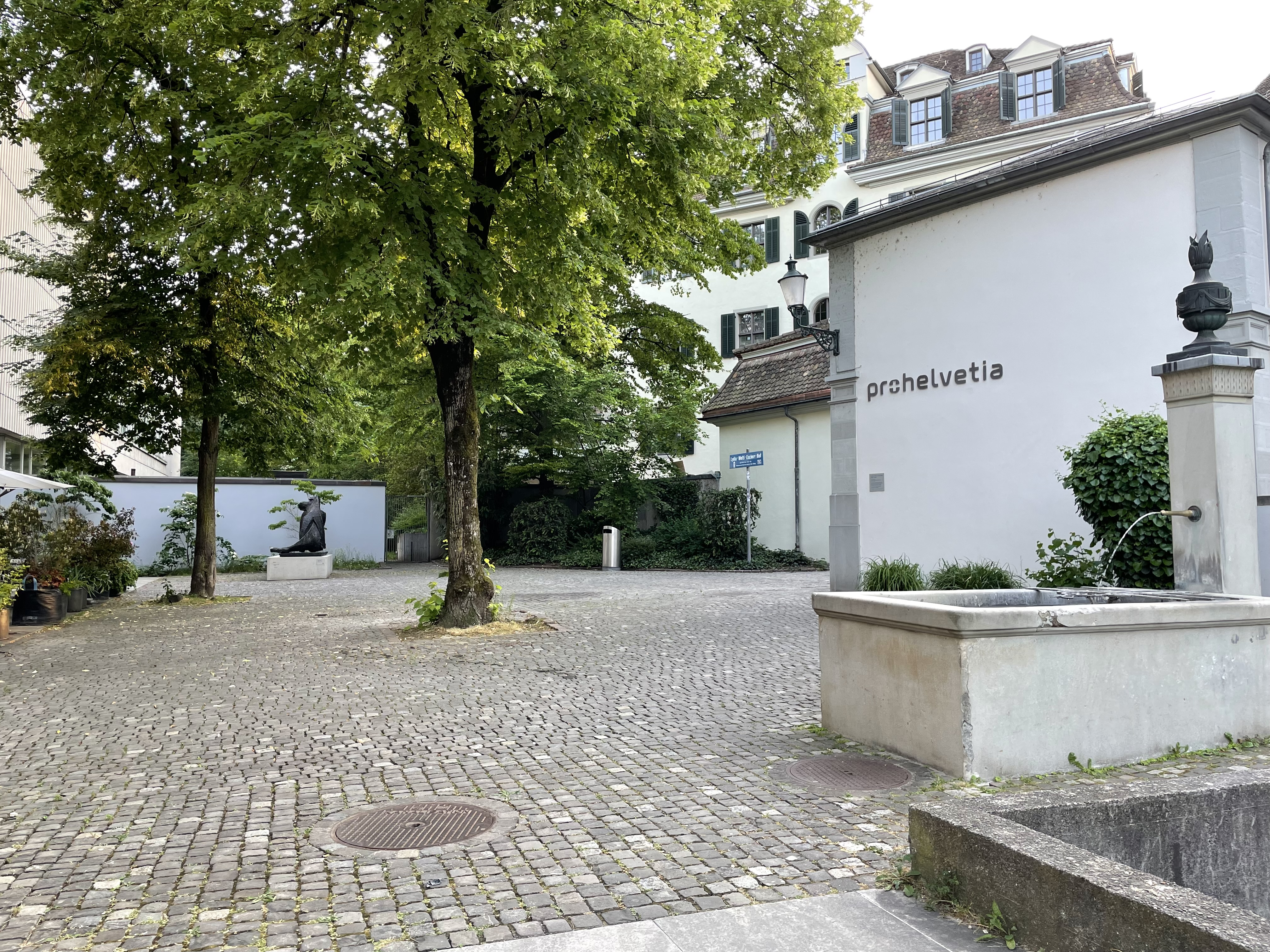
Ansicht Lydia-Welti-Escher-Hof

Die Gottfried Keller-Stiftung, abgekürzt GKS, ist eine 1890 von Lydia Welti-Escher gegründete Stiftung. Sie widmet sich dem Erhalt von bildender Kunst in der Schweiz und ist die wichtigste Kunstsammlung der Schweizerischen Eidgenossenschaft. Mehr als 6500 Werke, welche der Stiftung gehören, werden von rund 100 Museen der Schweiz als Deposita verwahrt und erschlossen.

## Gründung

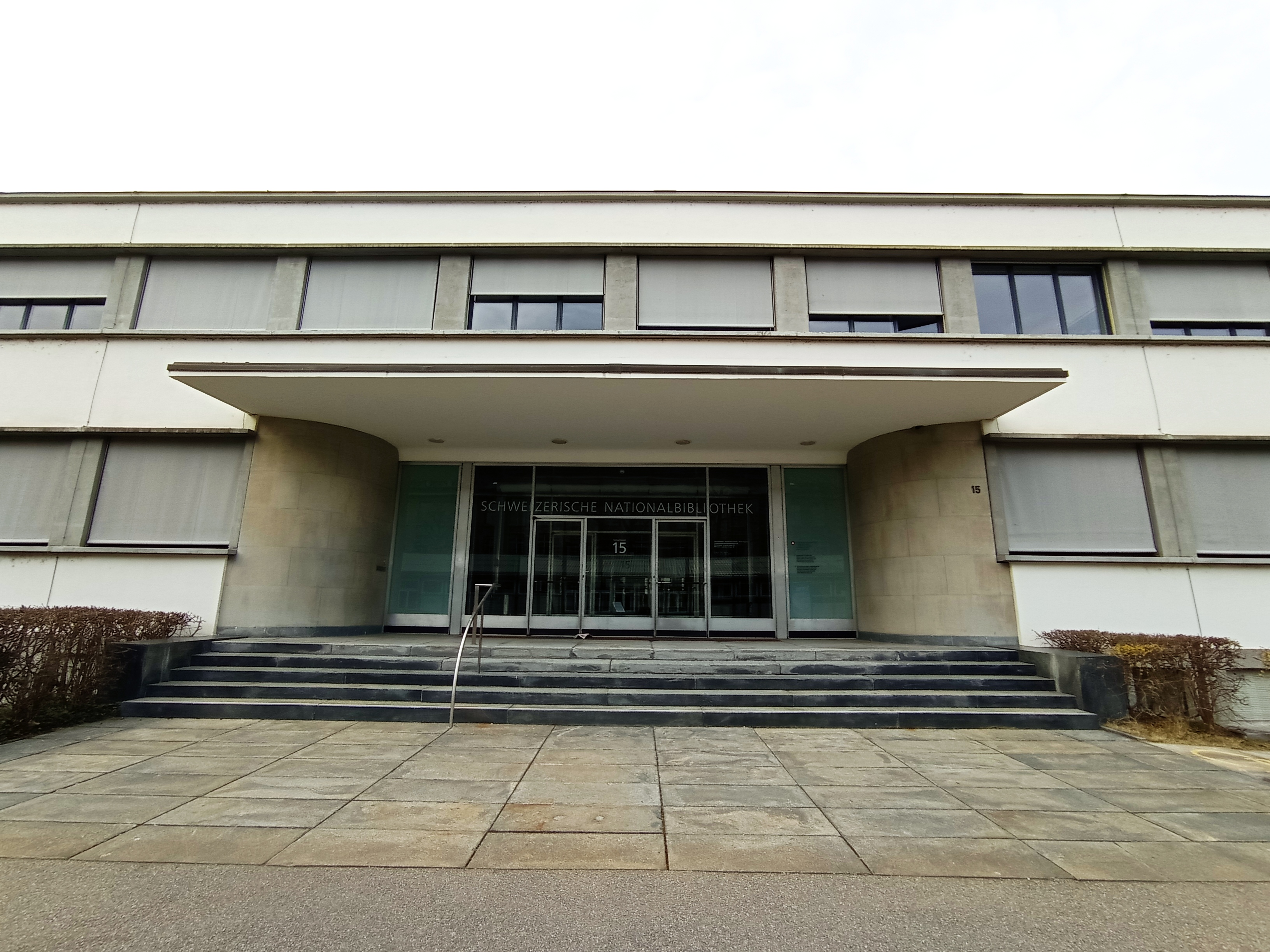
Eingang Schweizerische Nationalbibliothek, Hallwylstrasse 15, Bern

1890 gründete Lydia Welti-Escher die GKS. Sie vermachte der Schweizerischen Eidgenossenschaft ihr gesamtes nach der Scheidung verbliebenes Vermögen für deren Finanzierung. Am 6. September bot sie dem Bundesrat ihre Schenkung, bestehend aus Wertschriften, davon 64 Prozent Aktien, sowie Grundstücken an, die dieser am 16. September annahm. Die Errichtung der Stiftung war das letzte Lebensziel der reichen Tochter des Zürcher Eisenbahnkönigs Alfred Escher, die – gezeichnet durch die Ereignisse um ihre Liebesaffäre mit dem Maler Karl Stauffer-Bern – ihr Leben ein Jahr später im Alter von 33 Jahren beendete. Die Stifterin hatte den Namen «Welti-Escher-Stiftung» erwogen. Die Widerstände ihres Ex-Mannes und seines Vaters führten dazu, dass diese schliesslich den Namen des Schweizer Schriftstellers und Politikers Gottfried Keller (1819–1890) erhielt, mit dem Lydia Welti-Escher und ihr Vater einen langjährigen freundschaftlichen Kontakt gepflegt hatten.
Mit der Schenkung verband die Donatorin den Auftrag, aus den Erträgen des Vermögens bedeutende Werke der bildenden Kunst des In- und Auslandes zu erwerben und insbesondere Kunstwerke vor einem Verkauf ins Ausland zu bewahren. Die von der Stiftung gekauften Werke werden als Dauerleihgaben Schweizer Museen anvertraut, an ihrem ursprünglichen Standort erhalten oder dorthin zurückgeführt. Eine vom Bundesrat bestellte fünfköpfige Kommission bestimmt über die Verwendung des Ertrages aus dem Stiftungsvermögen und über die Art der Ankäufe.
Lydia Welti-Escher wollte mit ihrer Kunststiftung ein patriotisches Werk vollbringen, wie der von ihrem Vater initiierte Gotthardtunnel eines war. Sie war überzeugt, dass sie auch im Geist ihres «verewigten Vaters» handelte, wenn sie dessen Vermögen einem öffentlichen Zweck zuführte und ihr «Scherflein zur Hebung des eidgenössischen Zusammengehörigkeits-Gefühls» beitrug.
Erster Präsident der Stiftung war von 1891 bis 1922 der Kunsthistoriker und Professor der Universität Zürich, Carl Brun. Zur ersten Ausstellungspräsentation mit Werken der Sammlung Gottfried Keller-Stiftung 1904 in der Zürcher Galerie Henneberg verfasste er einen Katalog mit Kurzbiografien der Künstler. Zu den ersten Mitgliedern des Stiftungsrats zählten prominente Personen wie Albert Anker, Arnold Böcklin und Hermann Hubacher.

## Verlust des Stiftungsvermögens
Das Stiftungsvermögen, das zum grössten Teil aus Wertpapieren und Liegenschaften bestand, belief sich in den Jahren 1890/1891 auf knapp 5 Millionen Franken, was einem heutigen Wert von rund 60 Millionen Franken entspricht. Allerdings fiel dieses beträchtliche Vermögen schon bald der staatlichen Misswirtschaft zum Opfer. Das für die Vermögensverwaltung zuständige Finanzdepartement machte gravierende Fehler, die das Vermögen substantiell schmälerten und das ursprünglich hohe Ertragspotential bald auf ein kümmerliches Niveau drückten. So kann die Gottfried Keller-Stiftung heute ihren Stiftungszweck nur noch mit zusätzlichen Bundesmitteln erfüllen: «Da das beträchtliche, 1890 von Lydia Welti-Escher eingebrachte Stiftungskapital wegen Misswirtschaft auf skandalöse Weise mittlerweile zu einem unbedeutenden Fundus verkommen ist …, ist es der Gottfried Keller-Stiftung aus eigener Kraft nicht einmal mehr möglich, den reglementarischen Aufgaben … gebührlich nachzukommen.»
Einerseits verlor die Stiftung durch die Anlagestrategie des Bundes Millionen von Franken: Risikobehaftete, aber tendenziell ertragsstärkere Anlagen wurden kontinuierlich in konservative Papiere mit geringer Rendite umgelagert und vor allem in Obligationen aus Kantonal- und Hypothekarbanken angelegt. Die Gottfried Keller-Stiftung wurde so zu einem «Güselkübel aller möglichen schweizerischen Staatspapiere». Ausserdem verkaufte das Finanzdepartement zahlreiche Wertpapiere (z. B. sämtliche Maggi-Papiere) mit bedeutenden Kursverlusten. Neben den Fehlern im Anlagemanagement handelte der Bund fahrlässig, indem er auf die kontinuierliche Äufnung des Stiftungsvermögens verzichtete. Noch schwerer wiegt, dass er in grober Verletzung der Stiftungsurkunde das Kapital angriff, wie beispielsweise 1894, als er den Betrag von rund 40'000 Franken zur Schlichtung des Nachsteuerprozesses von Friedrich Emil Welti zulasten des Stiftungsvermögens abbuchte.
Ein vernichtendes Urteil verdient auch der Verkauf der Zürcher Immobilien im Stiftungsbesitz: Sowohl das «Belvoir» als auch das Areal am Bleicherweg wurden überstürzt und ohne Evaluation des Verkehrswertes verkauft und erbrachten einen Erlös, der 250'000 Franken unter dem amtlichen Schätzwert lag. Eine Alternative zum sofortigen und vollständigen Verkauf war nicht einmal ernsthaft erwogen worden. Gerade auch im Hinblick auf eine langfristige Ausrichtung der Stiftung hätte die Frage abgeklärt werden müssen, ob es nicht klug und notwendig gewesen wäre, Immobilien oder Teile davon als Sachwertanlage für die Stiftung zu behalten, nicht zuletzt deshalb, weil sich beide Grundstücke an bester Lage befanden und versprachen, durch den sich abzeichnenden Bauboom weiter an Wert zu gewinnen.
Aufgrund dieser Fehlentscheide in der Vermögensverwaltung verfügt die Stiftung heute für Kunstankäufe lediglich über einen jährlichen Eigenertrag von wenigen zehntausend Franken. Mit einer langfristig ausgerichteten Ausschüttungs- und Anlagepolitik jedoch hätte die Gottfried Keller-Stiftung heute ein Vermögen von mehr als 1 Milliarde Franken besitzen können, welches Ankäufe von Kunstwerken im Wert von jährlich mehreren Millionen Franken erlauben würde. Der Historiker Joseph Jung ist deshalb der Ansicht, dass der Bund «mindestens 50 Millionen Franken einschiessen» müsste, um die Stiftung zu retten.

## Gegenwart
Die Sammlung der Stiftung umfasst heute laut Angaben der Gottfried Keller-Stiftung gegen 6'400 Werke in rund 110 Museen der Schweiz mit einem Schwerpunkt in der Malerei des 19. und frühen 20. Jahrhunderts. Nach der Einschätzung von Fachleuten liegt der aktuelle Marktwert der Sammlung, der zahlreiche Spitzenwerke der Schweizer Kunst gehören, zwischen 500 Millionen und 1,5 Milliarden Franken. 1926 erwarb die Stiftung das Kloster St. Georgen in Stein am Rhein. Seit 1960 gehört ihr das Stadtpanorama von Thun, erstellt von Marquard Wocher. Mit Ankäufen wertvoller Interieurs, beispielsweise im Schloss Wülflingen in Winterthur, ist es der Stiftung gelungen, diese in ihrer früheren Umgebung zu erhalten.

## Ausstellungen (Auswahl)
- 1904: Kunstausstellung der Gottfried Keller Stiftung, Galerie Henneberg, Zürich[12]
- 1942: 50 Jahre Gottfried Keller Stiftung, Kunstmuseum Bern[13]
- 1965: Meisterwerke der Gottfried Keller-Stiftung, Kunsthaus Zürich[14]
- 1990: 100 Jahre Gottfried Keller-Stiftung, Kunsthaus Zürich[15]
- 1990: Glanzlichter. 100 Jahre Gottfried Keller-Stiftung, Kunstmuseum Luzern, 20. Oktober bis 2. Dezember 1990[16]
- 2019: Glanzlichter der Gottfried Keller-Stiftung, MASILugano, 24. März bis 28. Juli 2019.
- 2019: Glanzlichter der Gottfried Keller-Stiftung, Landesmuseum Zürich, 14. Februar bis 22. April 2019[17]

## Meisterwerke der Sammlung Gottfried Keller-Stiftung (Auswahl)

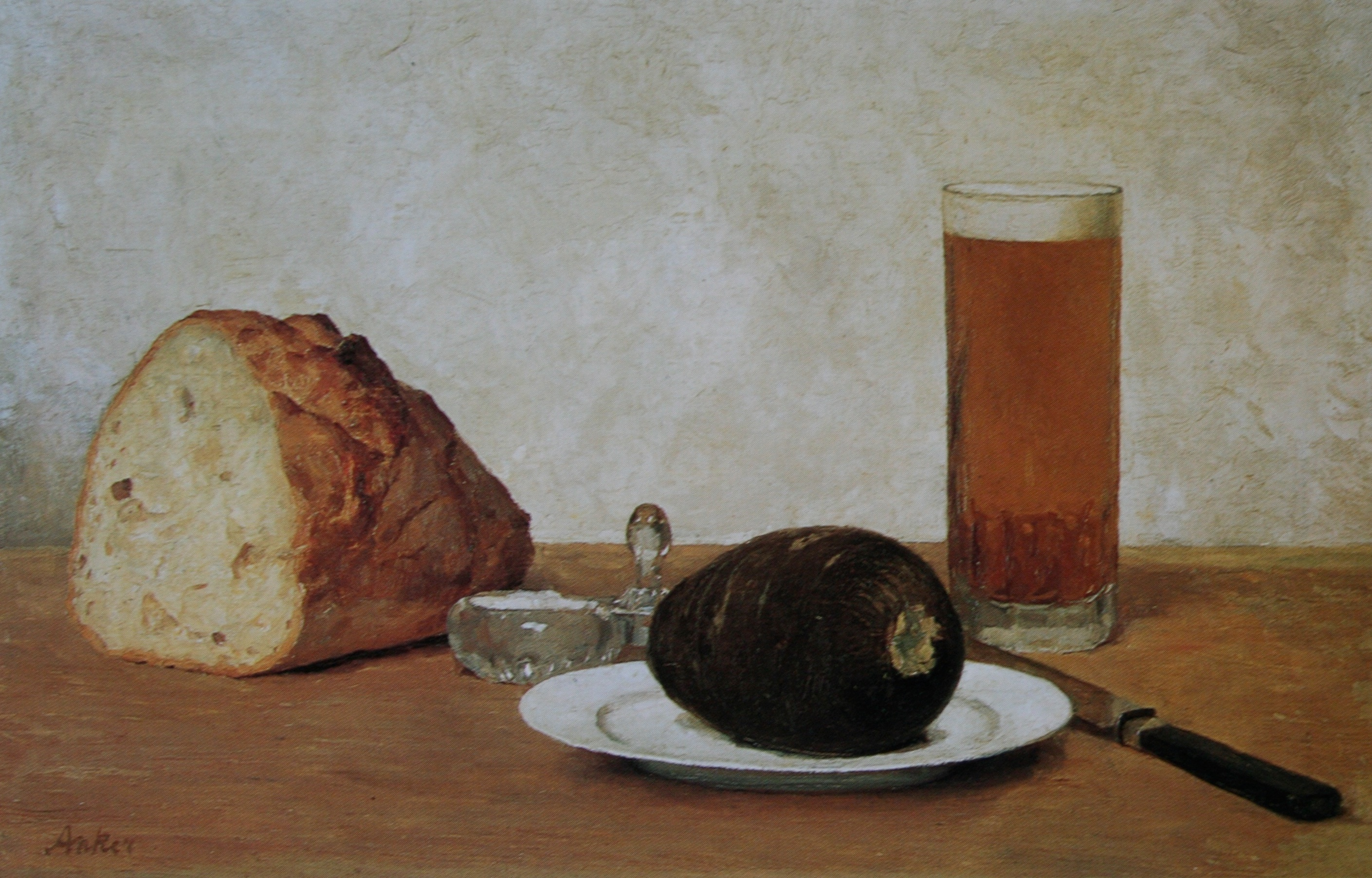
Albert Anker: Bier und Rettich, 1898, Inventarnummer GKS1098, Depositum im Kunstmuseum Bern
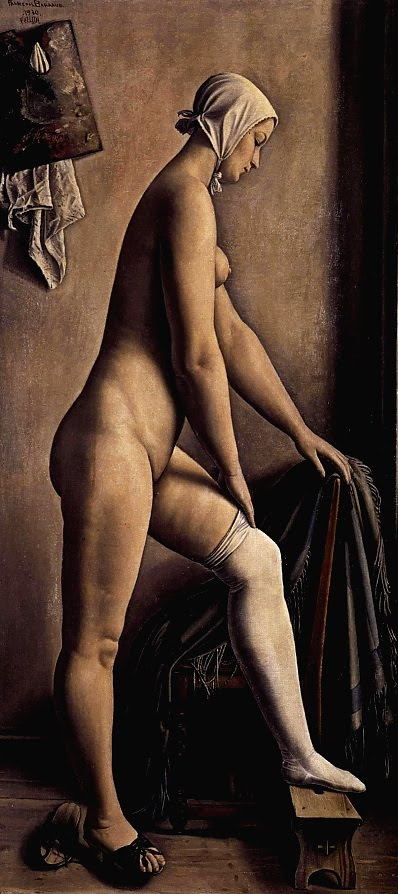
François Barraud: La Luronne, (Le Grand nu au petit bonnet), 1930, Inventarnummer GKS1281, Depositum im Musée des beaux-arts, La Chaux-de-Fonds
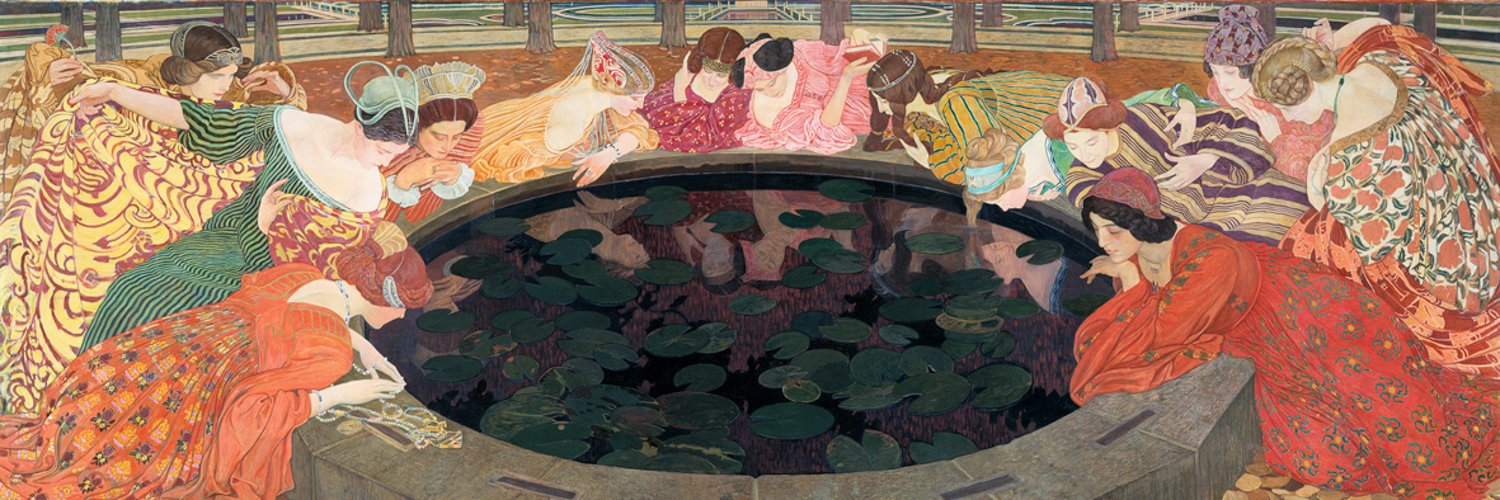
Ernest Biéler: L’eau mystérieuse, deutsch: Das geheimnisvolle Wasser, 1911, Inventarnummer GKS512, Depositum im Musée cantonal des Beaux-Arts de Lausanne
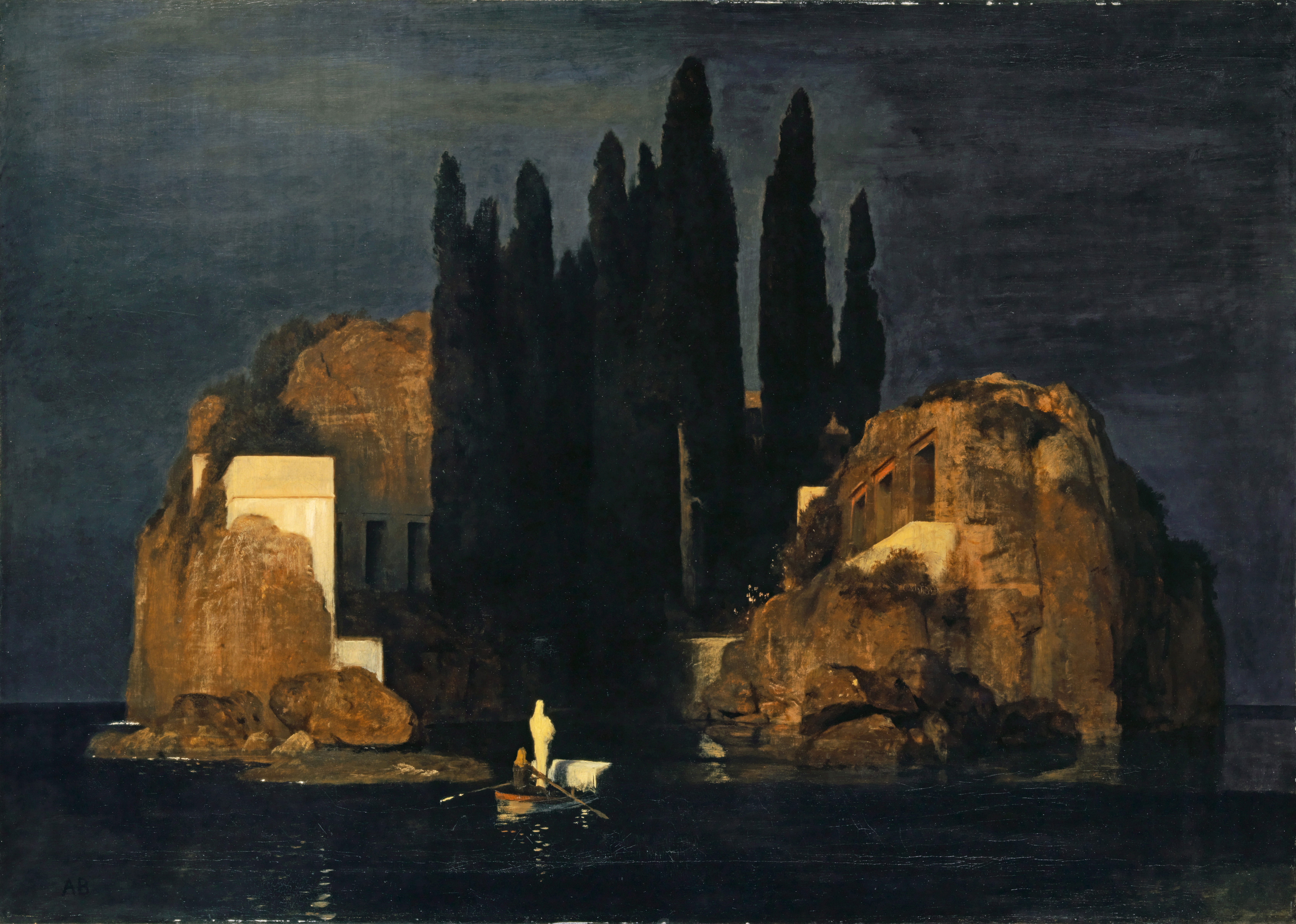
Arnold Böcklin: Die Toteninsel, Ur-Version, 1880, Inventarnummer GKS588, Depositum im Kunstmuseum Basel
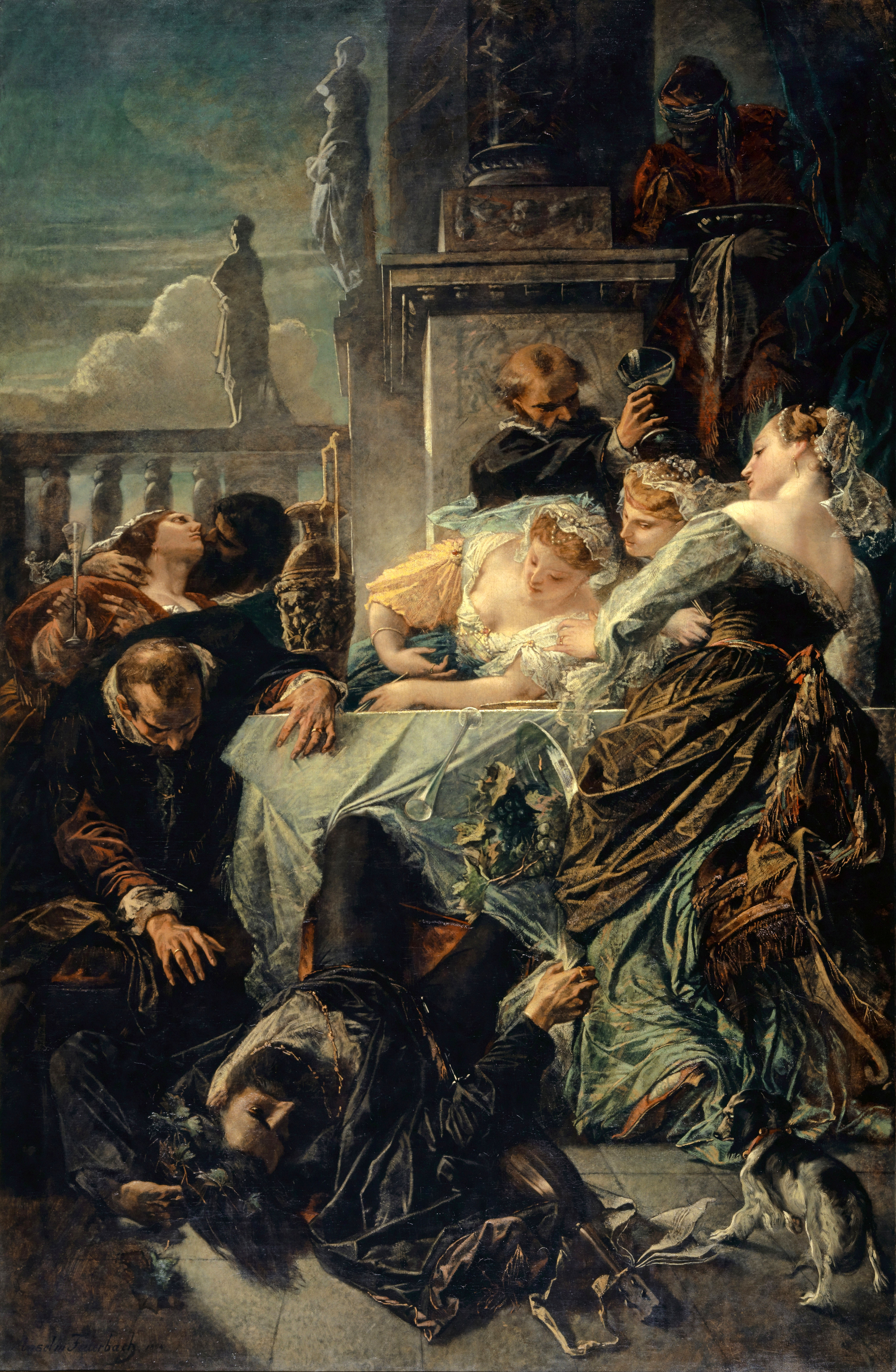
Anselm Feuerbach: Der Tod des Dichters Pietro Aretino, 1854, Inventarnummer GKS118, Depositum im Kunstmuseum Basel
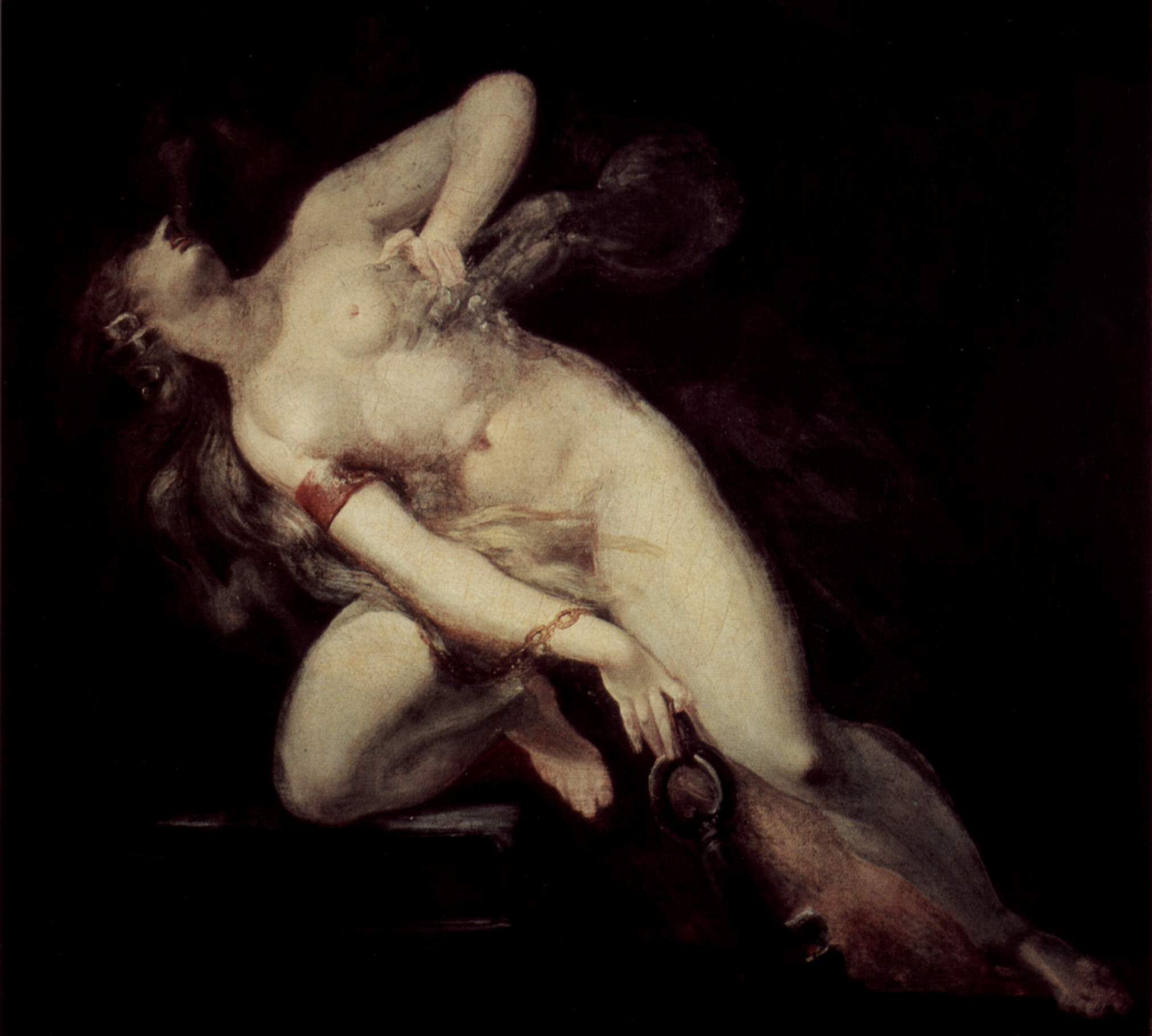
Johann Heinrich Füssli: Die Sünde, vom Tode verfolgt, 1794–1796, Inventarnummer GKS662, Depositum im Kunsthaus Zürich
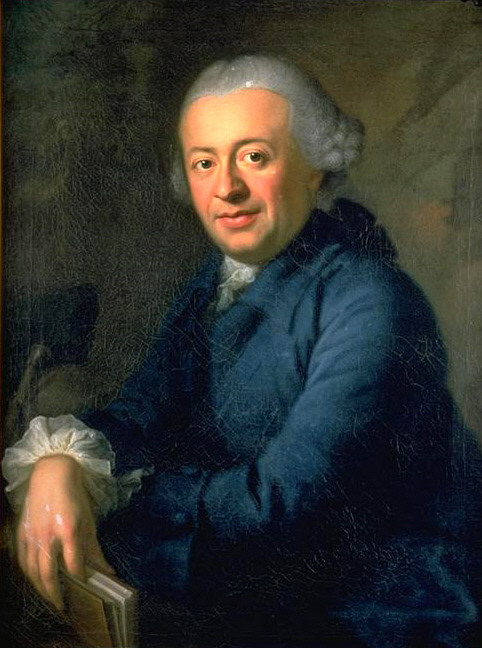
Anton Graff: Bildnis Salomon Gessner, 1765–1766, Inventarnummer GKS459, Depositum im Landesmuseum Zürich
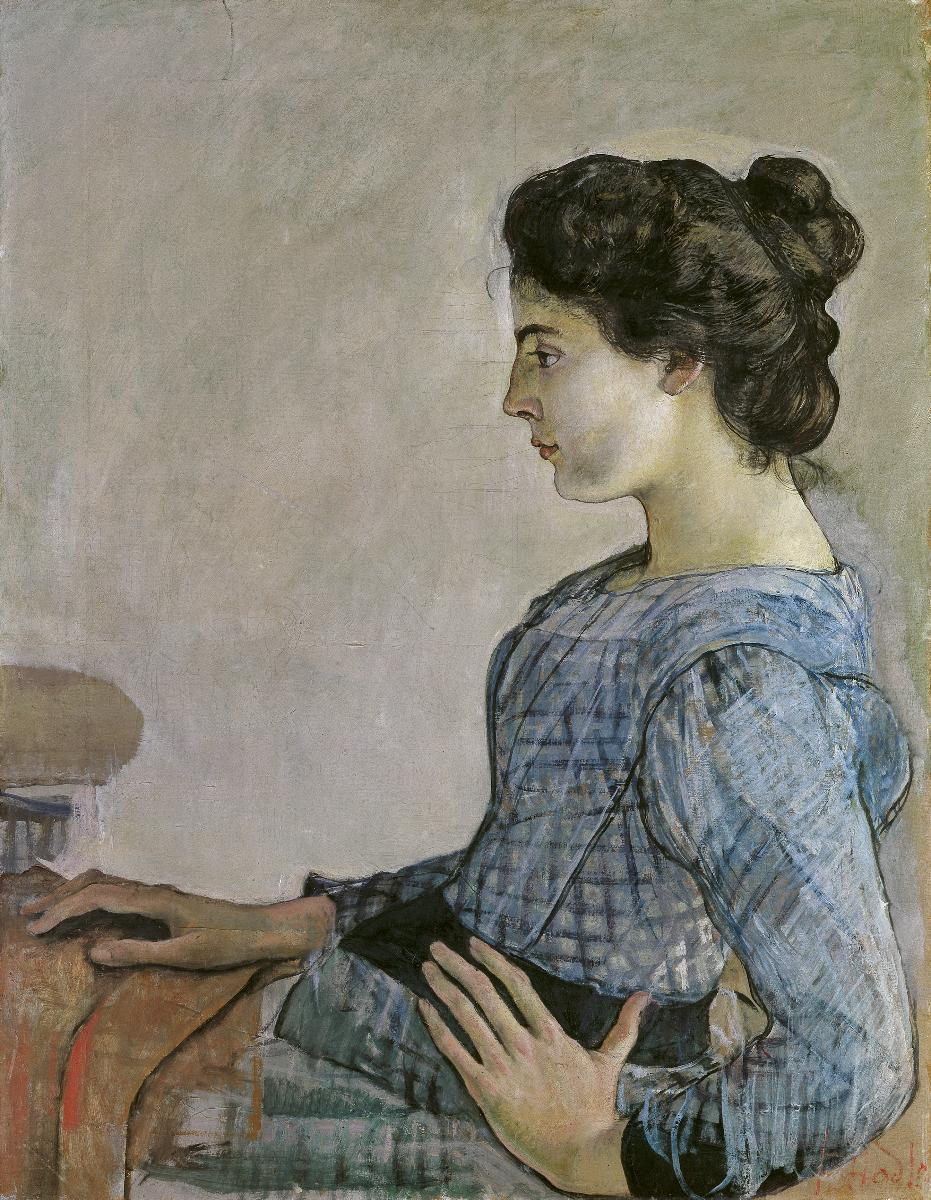
Ferdinand Hodler: Bildnis Hélène Weiglé, 1889, Inventarnummer GKS530, Depositum im Kunsthaus Zürich
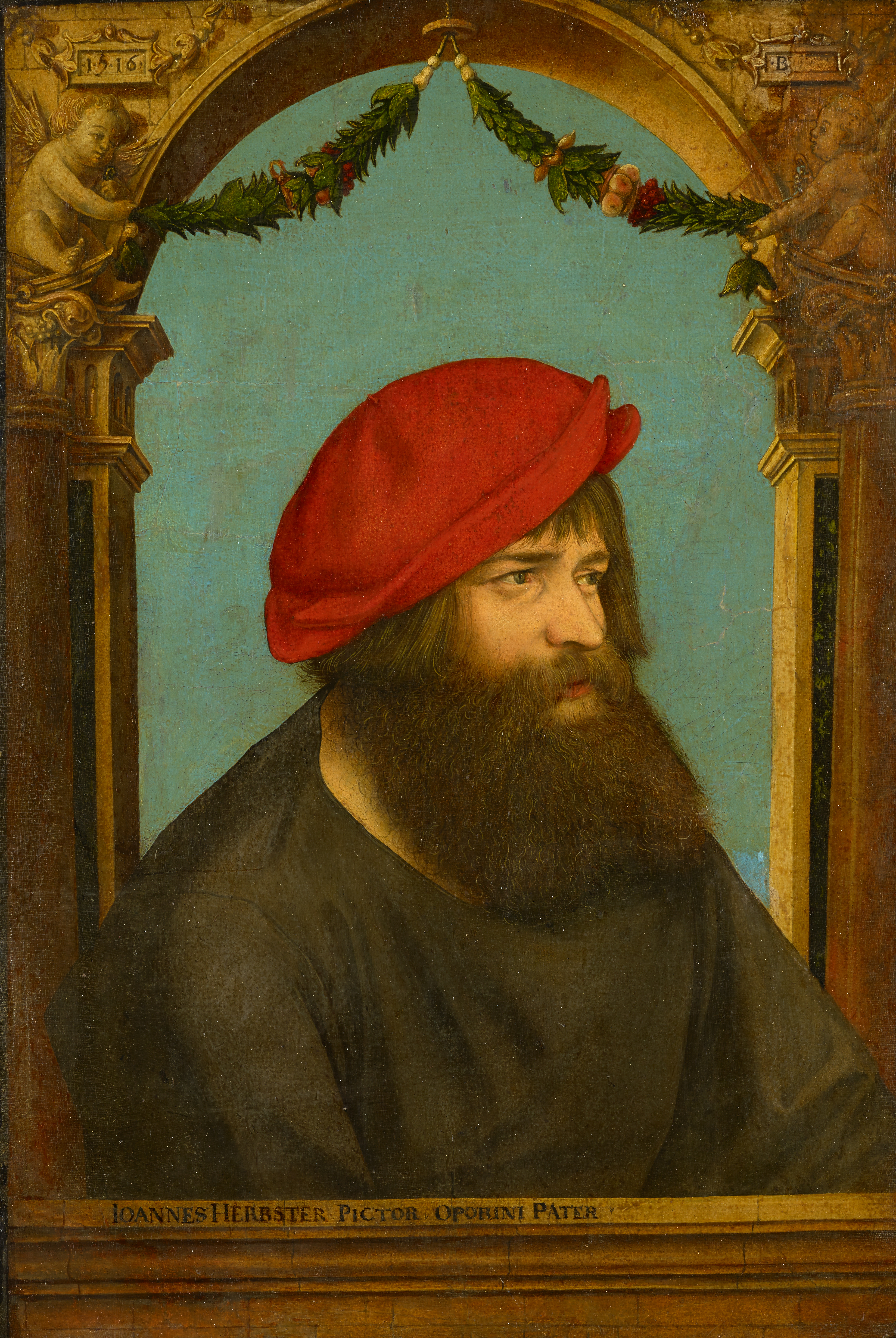
Ambrosius Holbein: Bildnis des Hans Herbst (Herbster), 1516, Inventarnummer GKS208, Depositum im Kunstmuseum Basel
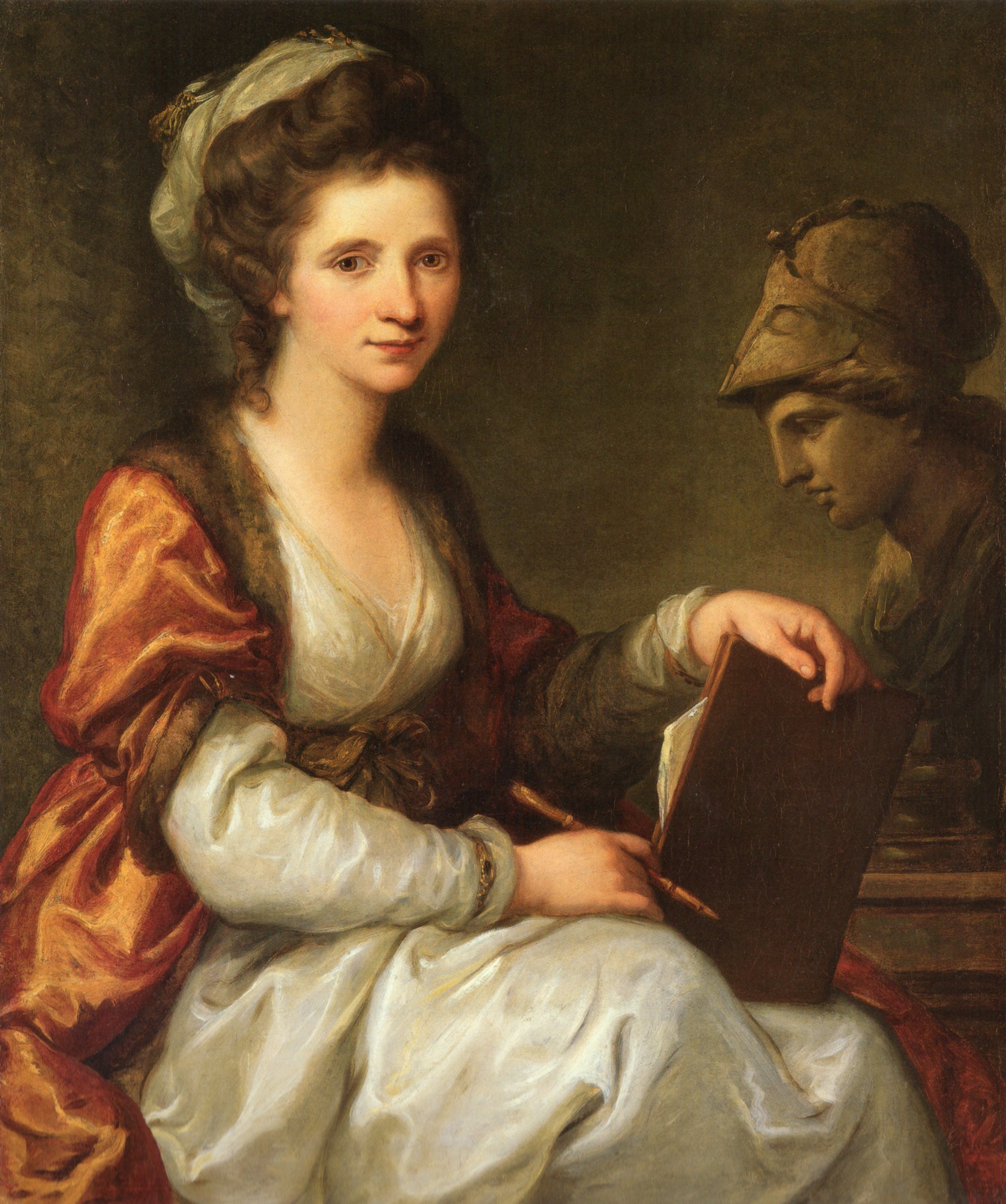
Angelika Kauffmann: Selbstbildnis, 1780–1781, Inventarnummer GKS922, Depositum im Bündner Kunstmuseum, Chur
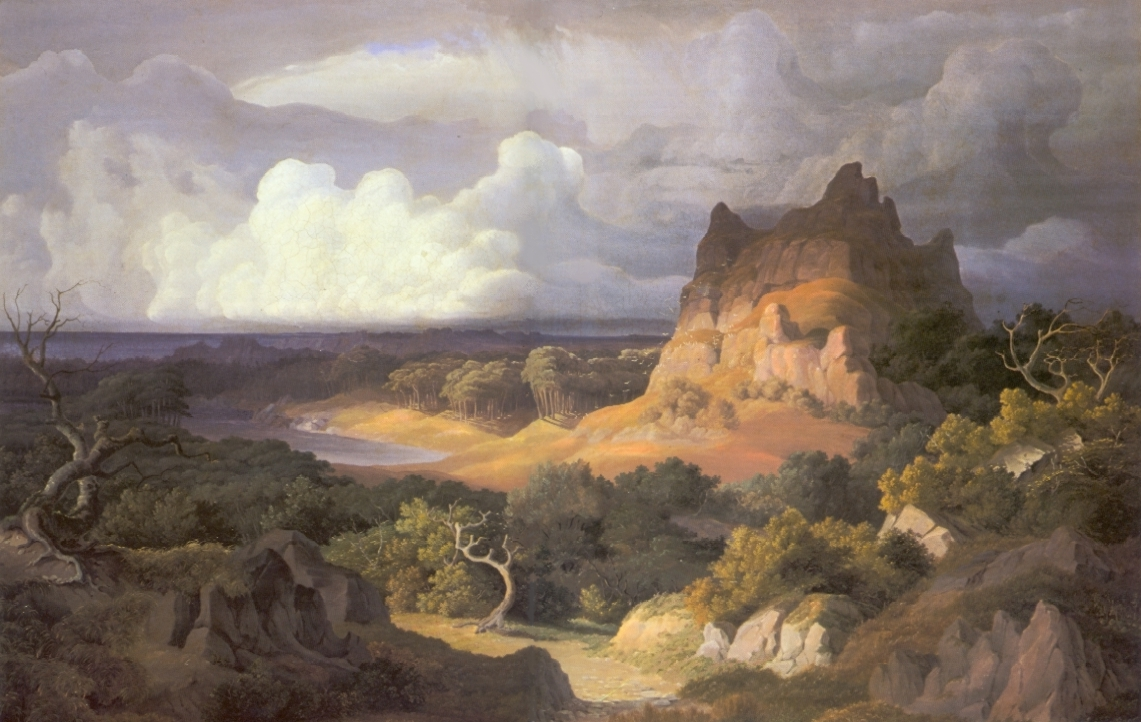
Gottfried Keller: Heroische Landschaft, 1842, Inventarnummer GKS587, Depositum in der Zentralbibliothek Zürich
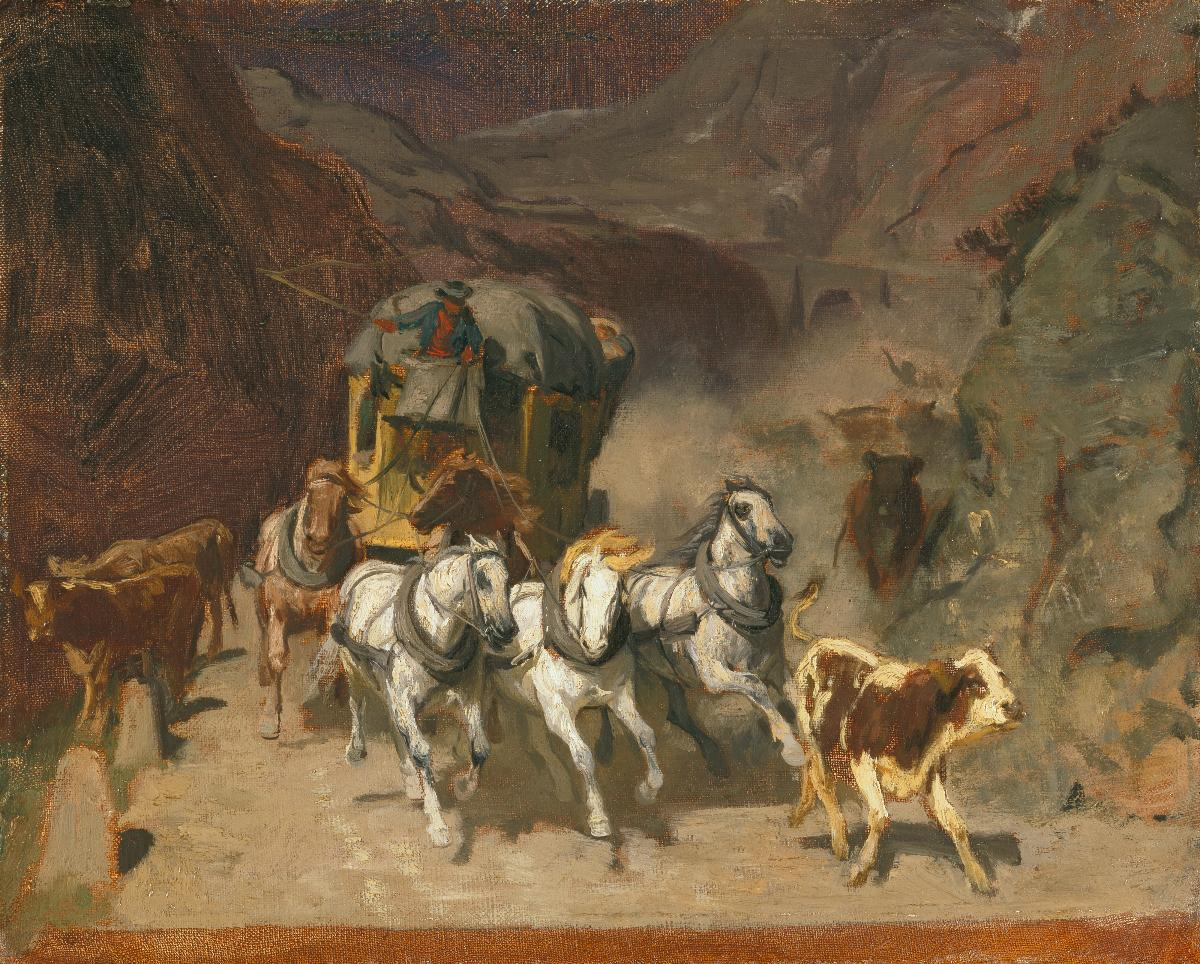
Rudolf Koller: Erste Skizze zur «Gotthardpost», 1873, Inventarnummer GKS174, Depositum im Kunsthaus Zürich
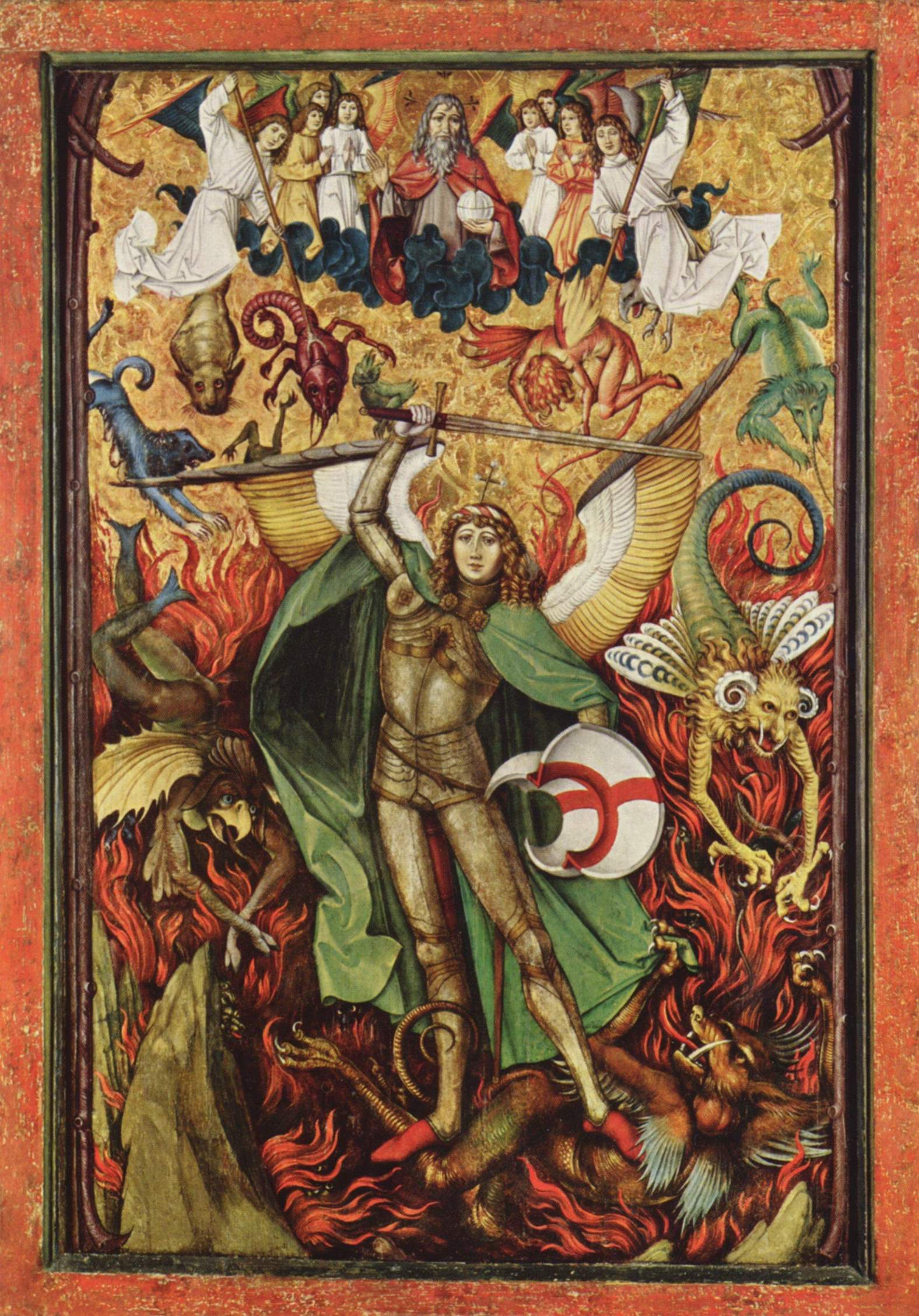
Hans Leu der Ältere: Der Erzengel Michael im Kampf mit Luzifer, 1490, Inventarnummer GKS661, Depositum im Kunsthaus Zürich
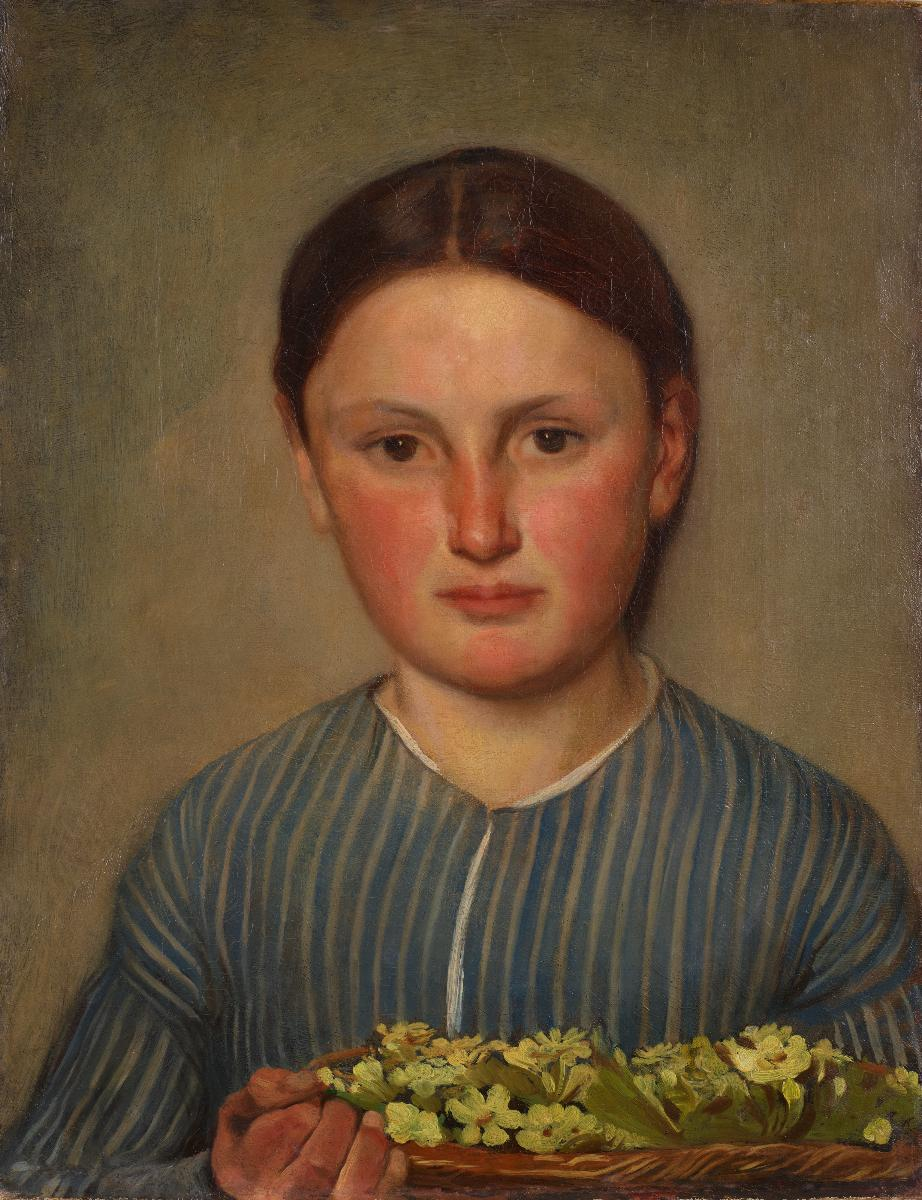
Barthélemy Menn: Mädchen mit Blumen, um 1845–1860, Inventarnummer GKS648, Depositum im Kunsthaus Zürich
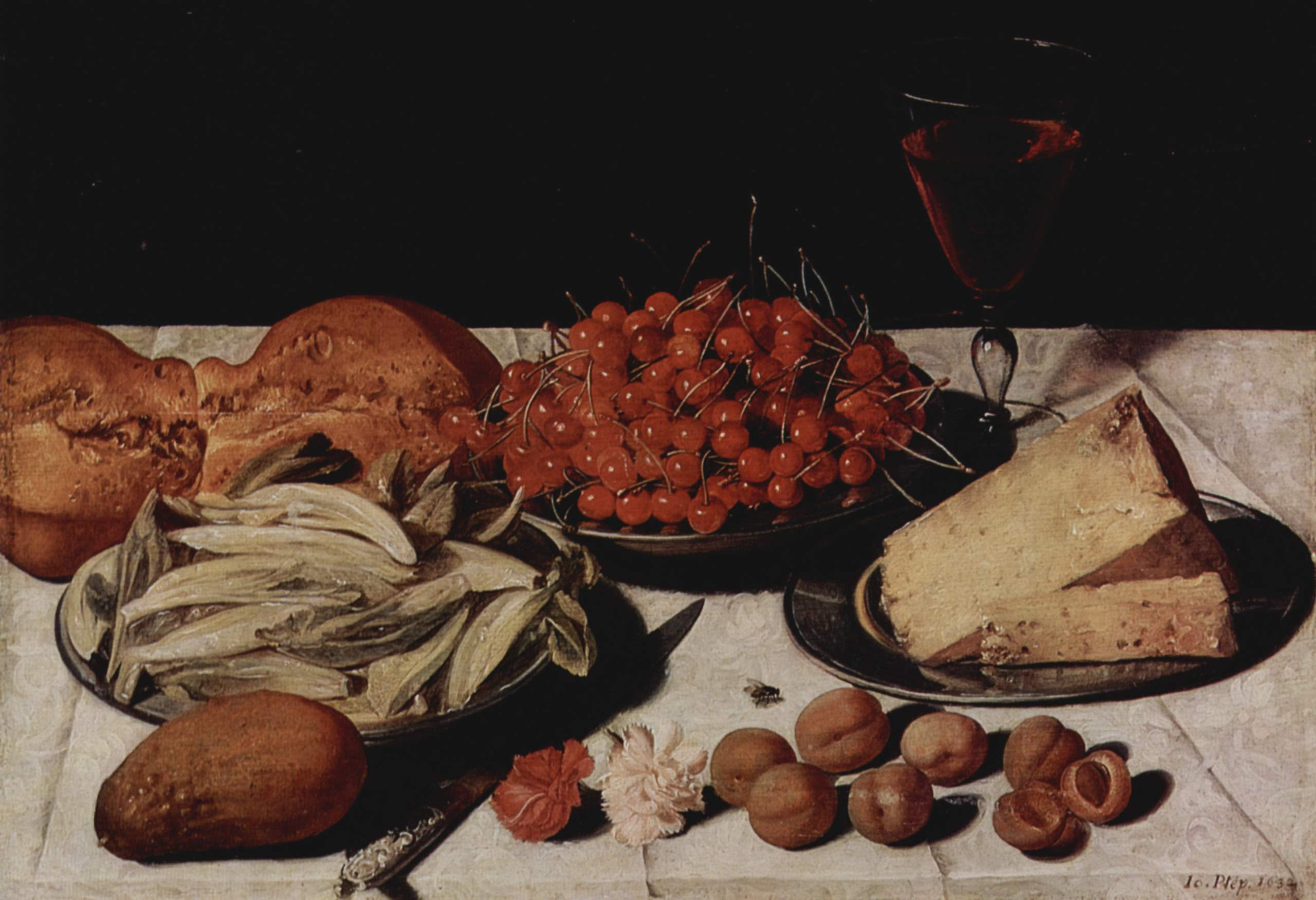
Joseph Plepp: Stillleben mit Salat, Kirschen, Käse und Weinglas, 1632, Inventarnummer GKS941, Depositum im Kunstmuseum Bern
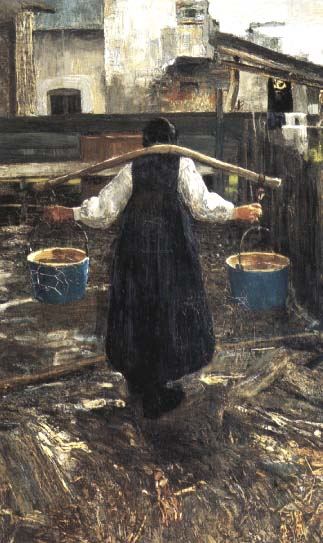
Giovanni Segantini: Die Wasserträgerin, 1886–1887, Inventarnummer GKS1244, Depositum im Segantini Museum St. Moritz
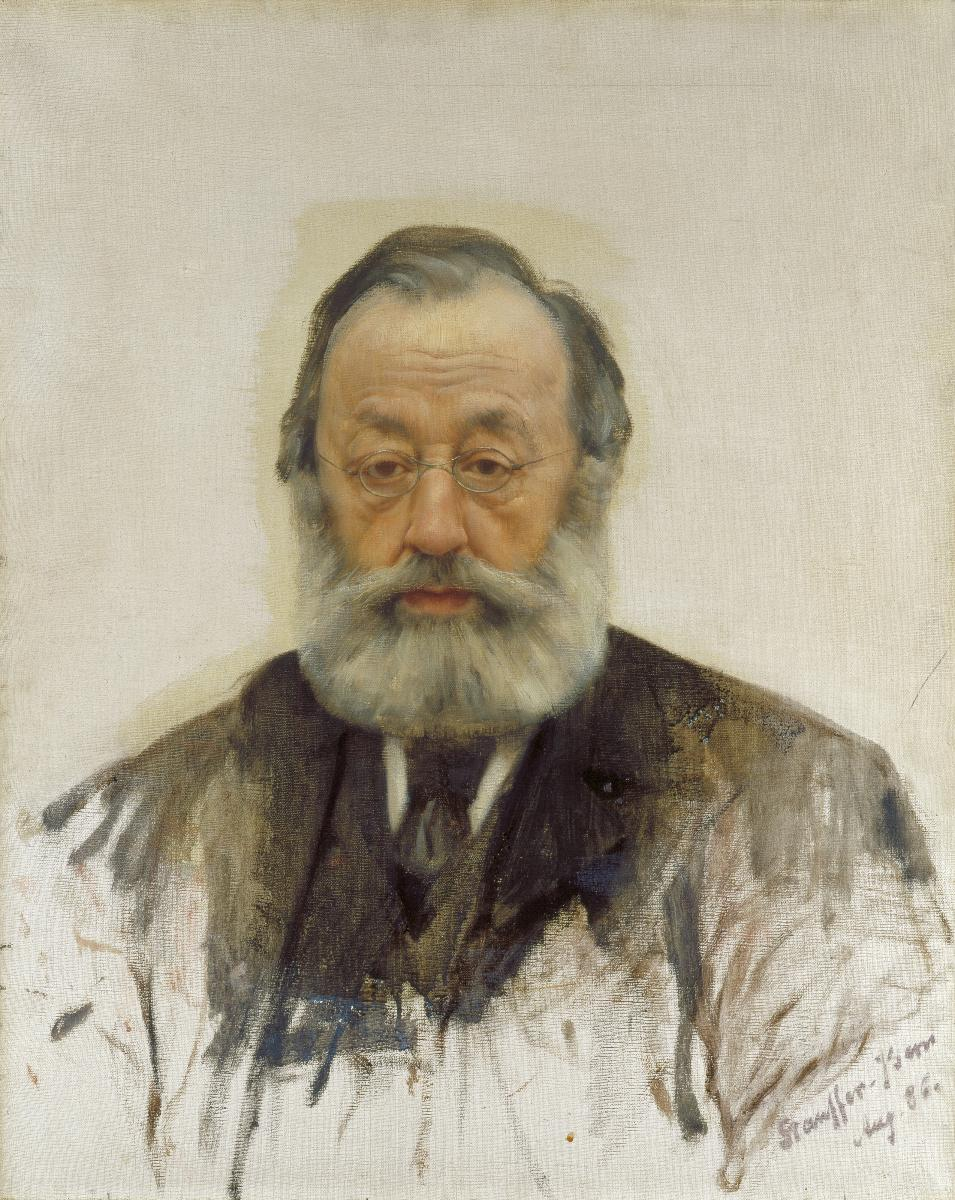
Karl Stauffer-Bern: Bildnis Gottfried Keller, 1886, Inventarnummer GKS546, Depositum im Kunsthaus Zürich
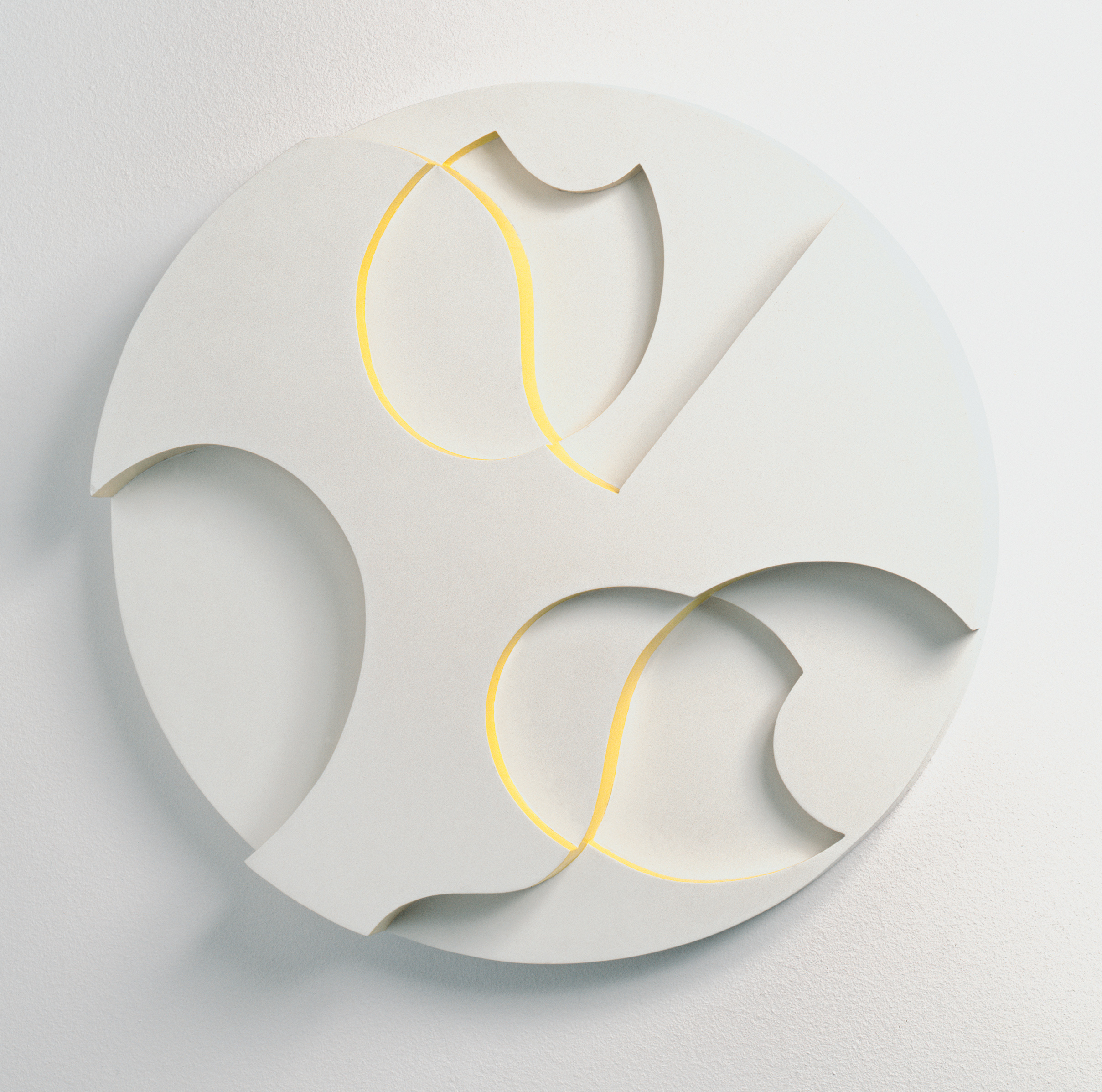
Sophie Taeuber-Arp: Muscheln und Blumen, 1938, Inventarnummer GKS1231, Depositum im Aargauer Kunsthaus
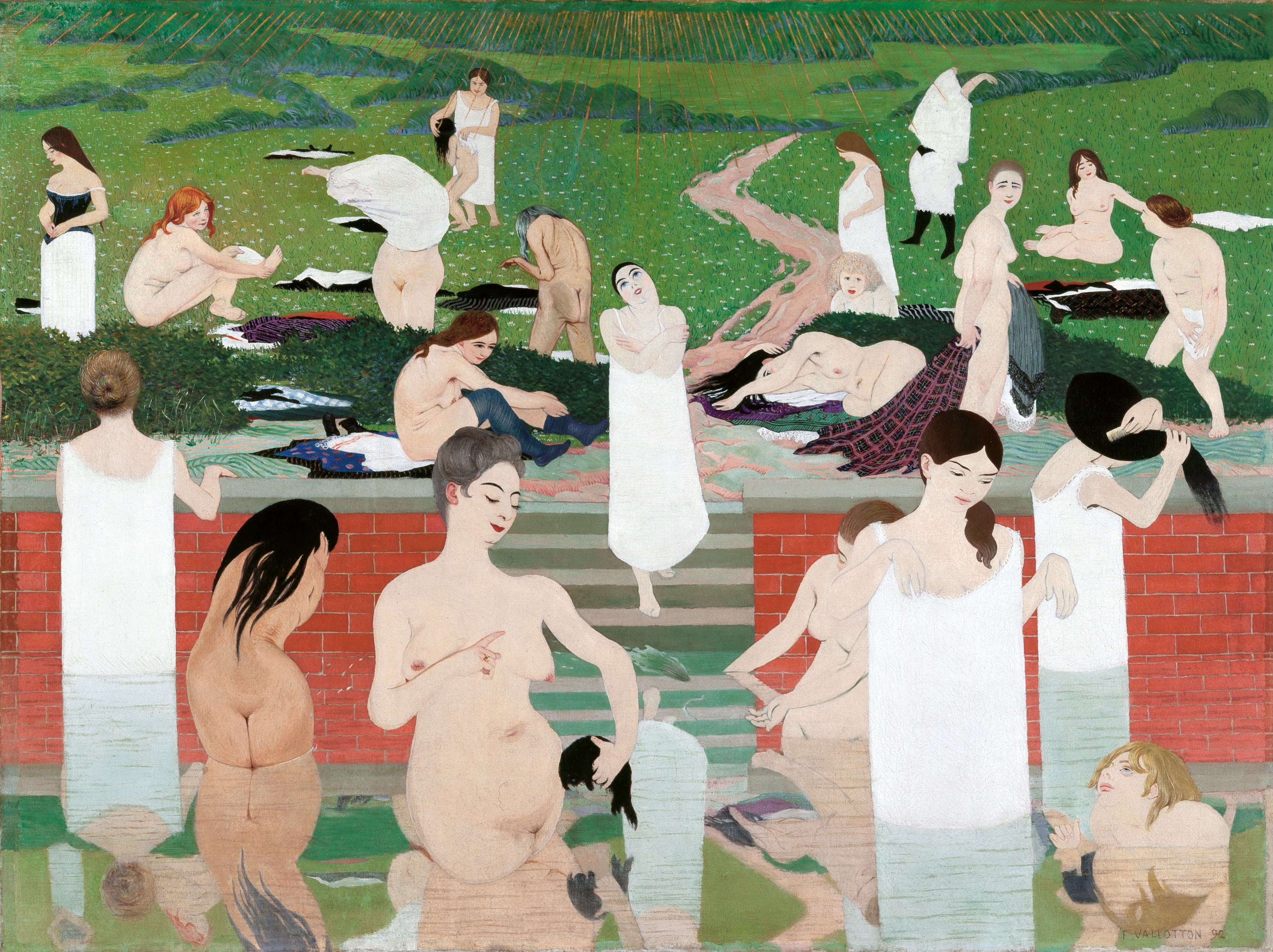
Félix Vallotton: Le bain au soir d'été, 1892, Inventarnummer GKS1060, Depositum im Kunsthaus Zürich
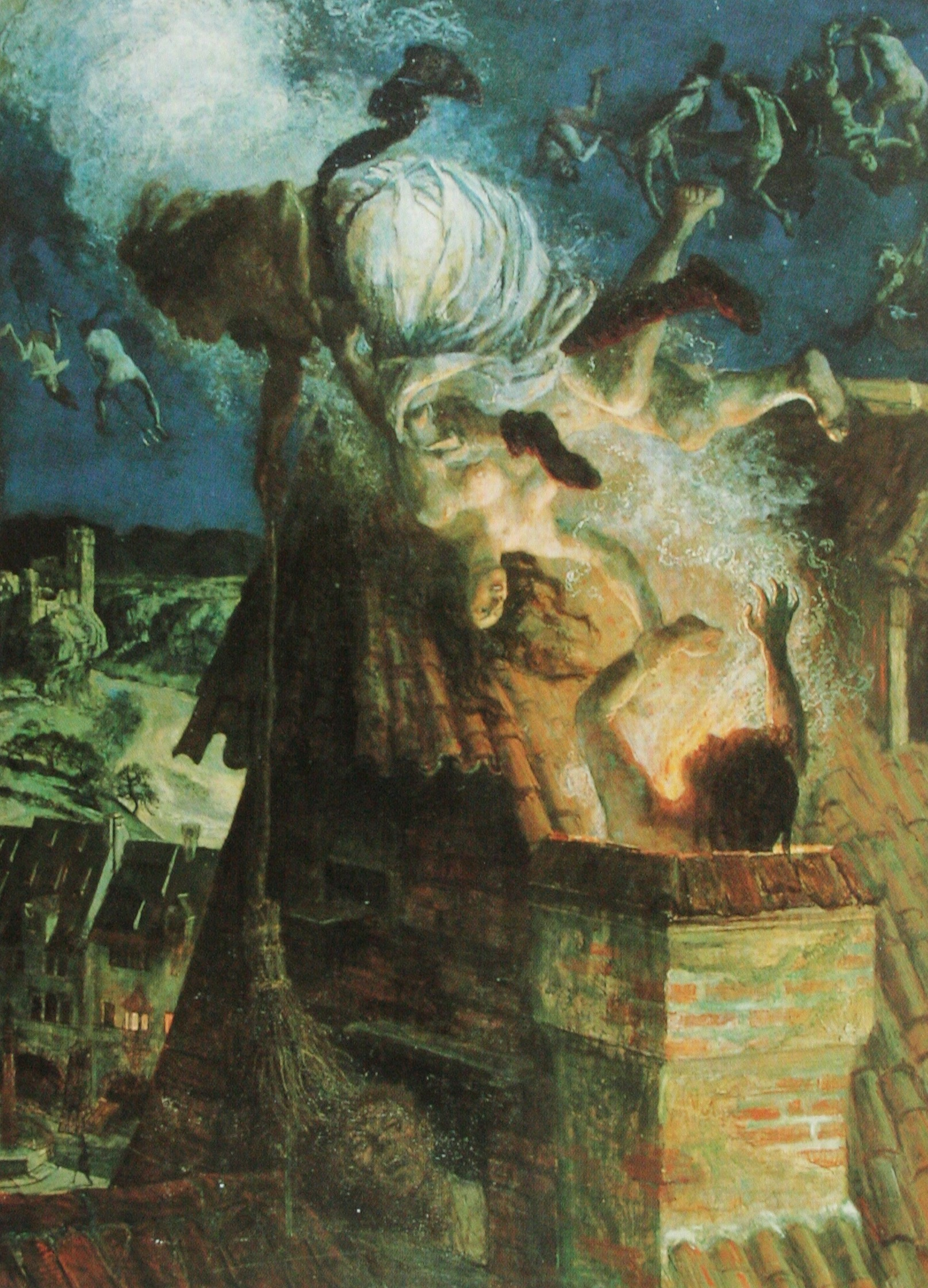
Albert Welti: Walpurgisnacht, 1896–1897, Inventarnummer GKS995, Depositum im Kunsthaus Zürich

## Mitglieder Eidgenössische Kommission der Gottfried Keller-Stiftung
- Pascal Griener, Präsident
- Roger Fayet
- Anita Haldemann
- Simona Martinoli Stebler
- Sylvie Wuhrmann

Stand 2025